# Гальярт, Рианна
Рианна Гальярт (нидерл. Rianna Galiart; род. 22 ноября 1985, Зандейк, Северная Голландия, Нидерланды) — нидерландская легкоатлетка, специализирующаяся в прыжке с шестом. Многократная чемпионка Нидерландов.

## Биография
Свой путь в лёгкой атлетике начинала с многоборья, но в 17 лет остановилась на прыжке с шестом. За свою карьеру 15 раз выигрывала чемпионат страны (8 раз летом и 7 раз в помещении).
На чемпионате Европы среди молодёжи 2005 года заняла 9-е место в финале с попыткой на 4,10 м, на следующем чемпионате повторила этот результат и стала шестой.
В 2006 году не смогла преодолеть квалификацию на чемпионате Европы. В следующий раз на континентальное первенство ей удалось отобраться спустя 10 лет. На домашнем чемпионате в Амстердаме она вышла в финал, но там не сумела справиться с начальной высотой.

## Основные результаты
| Год  | Турнир                          | Место проведения      | Место        | Результат |
| ---- | ------------------------------- | --------------------- | ------------ | --------- |
| 2005 | Чемпионат Европы среди молодёжи | Эрфурт, Германия      | 9-е          | 4,10 м    |
| 2006 | Чемпионат Европы                | Гётеборг, Швеция      | 23-е (квал.) | 4,00 м    |
| 2007 | Чемпионат Европы среди молодёжи | Дебрецен, Венгрия     | 6-е          | 4,10 м    |
| 2014 | Командный чемпионат Европы      | Брауншвейг, Германия  | 7-е          | 4,15 м    |
| 2016 | Чемпионат Европы                | Амстердам, Нидерланды | —            | NM        |